# Ataraksija
Ataraksija (grč.: ataraxia, a- + tarasein, uznemiravati) pojam je iz starogrčkoga jezika, a predstavlja duševni mir, osjećaj smirenosti i neuznemirenosti.
Osobiti značaj dobiva kod grčkih filozofa u razdoblju helenizma, koji slijede Demokritovo učenje da je ataraksija najveće dobro koje čovjek u životu može postići; ona je također cilj filozofije, tj. žudnje za mudrošću: mudrac je onaj koji je postigao duševni mir, a ne onaj koji je postigao spoznaju svijeta.

## Značenje u helenističkoj filozofiji
Ataraksija je kod helenističkih filozofa različitih smjerova trajno stanje potpune duševne smirenosti, ravnodušnosti, nepodložnosti uzbuđenjima. Stoici također koriste riječ apatija; to, međutim, nije apatija u današnjem smislu riječi. Mudrac, koji je postigao stanje ataraksije, nije nezainteresiran, tup, bezvoljan. Iako uvijek čuva svoj unutarnji mir, on može biti aktivan i uživati u životu. (To je slično koncepciji wu-wei, "aktivnog nedjelovanja", u kineskom taoizmu.)

### Skepticizam
Skeptici naučavaju da se do ataraksije dolazi suzdržavanjem od izricanja stavova o bilo kojem spornom pitanju. (Vidi: Piron iz Elide: Epohe i ataraksija.) Čovjek ne može spoznati pravu prirodu stvari, nego samo privide; s tim se treba pomiriti da bi se postigao trajni duševni mir. Djelovati treba konformistički, u skladu s običajima sredine u kojoj pojedinac živi, da bi se izbjegli sukobi, iako jedni običaji nisu bolji od drugih.

### Stoicizam
Stoicizam također ističe ideal ataraksije (apatije), koji se postiže u stanju autarkije, samodostatnosti (mudrac je sam sebi dostatan). Stoici, za razliku od skeptika, vjeruju u mogućnost spoznaje svijeta, odnosno sudbine, svjetskog uma, providnosti, logosa, koji svijetom upravlja. Međutim, iako može spoznati, čovjek ne može utjecati na svjetski um, na sudbinu svijeta i svoju vlastitu; sloboda se sastoji u uviđanju nužnosti (misao koju u novovjekovnoj filozofiji prihvaća Hegel, što vodi do smirenosti. Stoički mudrac trpi nevolje kao i uživa blagodati s podjednakom neuznemirenošću.

### Epikur
Kod Epikura i njegovih sljedbenika, stanje ataraksije podrazumijeva više vedrine i težnji zadovoljstvu nego kod stoika. Epikur poučava hedonizam: ugoda je dobro, a bol je zlo; ali ugoda za njega znači prvenstveno odsutnost bola. Epikurejski mudrac, za razliku od stoičkog, neće ravnodušno trpjeti tjelesne bolesti i bolove, ali neće ni tražiti osjetilne naslade. Sloboda od boli omogućava duševni mir, koji ne znači pasivnost, nego uživanje u višim i trajnijim zadovoljstima, radostima duha, koje doživljavamo u ljepoti, prijateljstvu, solidarnosti, razboritosti, čestitosti, pravednosti.
1. ↑  ataraksija HE. Pristupljeno 7. lipnja 2025.